# Championnat d'Uruguay de football 2001
Navigation
Saison précédente Saison suivante
La saison 2001 du Championnat d'Uruguay de football est la quatre-vingt-dix-neuvième édition du championnat de première division en Uruguay. Les dix-huit meilleurs clubs du pays disputent le championnat qui se déroulent en plusieurs phases :
- une première phase (le Torneo Clasificatorio) réunit tous les clubs au sein d’une poule unique où ils ne s’affrontent qu’une seule fois. Les 10 meilleures formations disputent la Zona Campeonato, les huit derniers la Zona Permanencia.
- la Zona Campeonato voit les dix qualifiés s’affronter lors de deux tournois Ouverture et Clôture. Les vainqueurs de chaque tournoi s’affrontent en finale nationale pour le titre.
- la Zona Permanencia voit les huit participants s’affronter deux fois, à domicile et à l’extérieur. Les deux moins bons clubs de Montevideo et le moins bon club de l’intérieur du pays sont relégués en Primera B.

C'est le Club Nacional de Football, tenant du titre, qui est à nouveau sacré champion d'Uruguay cette saison après avoir remporté le tournoi Clôture puis battu Danubio Fútbol Club, vainqueur du tournoi Ouverture, en finale. C'est le 38e titre de champion d'Uruguay de l’histoire du club.

## Qualifications continentales
Le champion d'Uruguay est automatiquement qualifié pour la Copa Libertadores 2002 tout comme l'équipe en tête du classement à l'issue du Torneo Clasificatorio. C'est par le biais de la Liguilla que l'on connaît la dernière équipe qualifiée pour la Copa Libertadores. Enfin, les deux équipes disputant la finale pour le titre obtiennent leur billet pour la Copa Sudamericana 2002, la nouvelle compétition mise en place par la CONMEBOL.

## Les clubs participants
| - Club Atlético Peñarol - Defensor Sporting Club - Club Nacional de Football - Paysandú Bella Vista - Club Social y Deportivo Huracán Buceo - CA River Plate - Tacuarembó Fútbol Club - Centro Atlético Fénix - Promu de D2 - Racing Club de Montevideo | - Danubio Fútbol Club - Club Atlético Bella Vista - Montevideo Wanderers Fútbol Club - Promu de D2 - Rocha Fútbol Club - Club Deportivo Maldonado - Club Atlético Rentistas - Club Atlético Cerro - Club Atlético Juventud - Central Español Fútbol Club - Promu de D2 |

## Compétition
Le barème utilisé pour établir les classements est le suivant :
- Victoire : 3 points
- Match nul : 1 point
- Défaite : 0 point

### Torneo Clasificatorio
| Rang | Équipe                       | Pts | J  | G  | N | P  | Bp | Bc | Diff |
| ---- | ---------------------------- | --- | -- | -- | - | -- | -- | -- | ---- |
| 1    | Club Atlético Peñarol        | 39  | 17 | 12 | 3 | 2  | 30 | 16 | +14  |
| 2    | Danubio Fútbol Club          | 38  | 17 | 11 | 5 | 1  | 42 | 24 | +18  |
| 3    | Defensor Sporting Club       | 36  | 17 | 11 | 3 | 3  | 42 | 22 | +20  |
| 4    | Club Nacional de FootballT   | 31  | 17 | 8  | 7 | 2  | 37 | 20 | +17  |
| 5    | Club Atlético Bella Vista    | 31  | 17 | 9  | 4 | 4  | 36 | 24 | +12  |
| 6    | Centro Atlético FénixP       | 29  | 17 | 9  | 2 | 6  | 31 | 21 | +10  |
| 7    | Montevideo WanderersP        | 27  | 17 | 7  | 6 | 4  | 27 | 20 | +7   |
| 8    | Tacuarembó Fútbol Club       | 22  | 17 | 5  | 7 | 5  | 22 | 22 | 0    |
| 9    | Central Español Fútbol ClubP | 20  | 17 | 5  | 5 | 7  | 27 | 26 | +1   |
| 10   | Racing Club de Montevideo    | 20  | 17 | 5  | 5 | 7  | 18 | 24 | -6   |
| 11   | Club Atlético Cerro          | 19  | 17 | 5  | 4 | 8  | 23 | 20 | +3   |
| 12   | Club Atlético Juventud       | 18  | 17 | 5  | 3 | 9  | 16 | 24 | -8   |
| 13   | Club Atlético Rentistas      | 18  | 17 | 5  | 3 | 9  | 14 | 29 | -15  |
| 14   | Paysandú Bella Vista         | 16  | 17 | 3  | 7 | 7  | 15 | 26 | -11  |
| 15   | Huracán Buceo                | 15  | 17 | 3  | 6 | 8  | 25 | 31 | -6   |
| 16   | CA River Plate               | 15  | 17 | 3  | 6 | 8  | 11 | 25 | -14  |
| 17   | Club Deportivo Maldonado     | 14  | 17 | 3  | 5 | 9  | 13 | 32 | -19  |
| 18   | Rocha Fútbol Club            | 9   | 17 | 2  | 3 | 12 | 17 | 40 | -23  |

|  | Qualification pour la Copa Libertadores 2002 |
|  | Qualification pour la Zona Campeonato        |
|  | Participation à la Zona Permanencia          |
|  | T : Tenant du titre P : Promu de D2          |

- En tant que premier du classement, Club Atlético Peñarol obtient sa qualification pour la Copa Libertadores 2002.

### Zona Campeonato
| Rang | Équipe                           | Pts | J | G | N | P | Bp | Bc | Diff |
| ---- | -------------------------------- | --- | - | - | - | - | -- | -- | ---- |
| 1    | Danubio Fútbol Club              | 22  | 9 | 7 | 1 | 1 | 17 | 4  | +13  |
| 2    | Club Atlético Peñarol            | 21  | 9 | 6 | 3 | 0 | 18 | 7  | +11  |
| 3    | Club Nacional de Football        | 18  | 9 | 6 | 0 | 3 | 15 | 9  | +6   |
| 4    | Montevideo Wanderers Fútbol Club | 17  | 9 | 5 | 2 | 2 | 14 | 11 | +3   |
| 5    | Defensor Sporting Club           | 13  | 9 | 3 | 4 | 2 | 20 | 15 | +5   |
| 6    | Centro Atlético Fénix            | 13  | 9 | 4 | 1 | 4 | 16 | 13 | +3   |
| 7    | Tacuarembó Fútbol Club           | 8   | 9 | 2 | 2 | 5 | 9  | 14 | -5   |
| 8    | Club Atlético Bella Vista        | 6   | 9 | 2 | 0 | 7 | 12 | 20 | -8   |
| 9    | Paysandú Bella Vista             | 5   | 9 | 1 | 2 | 6 | 5  | 19 | -14  |
| 10   | Club Atlético Juventud           | 4   | 9 | 1 | 1 | 7 | 10 | 24 | -14  |

| Rang | Équipe                    | Pts | J | G | N | P | Bp | Bc | Diff |
| ---- | ------------------------- | --- | - | - | - | - | -- | -- | ---- |
| 1    | Club Nacional de Football | 21  | 9 | 6 | 3 | 0 | 19 | 7  | +12  |
| 2    | Danubio Fútbol Club       | 18  | 9 | 6 | 0 | 3 | 19 | 13 | +6   |
| 3    | Club Atlético Peñarol     | 16  | 9 | 5 | 1 | 3 | 11 | 10 | +1   |
| 4    | Defensor Sporting Club    | 13  | 9 | 4 | 1 | 4 | 15 | 18 | -3   |
| 5    | Montevideo Wanderers      | 12  | 9 | 3 | 3 | 3 | 12 | 10 | +2   |
| 6    | Club Atlético Juventud    | 10  | 9 | 3 | 4 | 2 | 12 | 11 | +1   |
| 7    | Tacuarembó Fútbol Club    | 10  | 9 | 3 | 1 | 5 | 9  | 9  | 0    |
| 8    | Centro Atlético Fénix     | 10  | 9 | 2 | 4 | 3 | 10 | 12 | -2   |
| 9    | Paysandú Bella Vista      | 9   | 9 | 2 | 3 | 4 | 13 | 18 | -5   |
| 10   | Club Atlético Bella Vista | 3   | 9 | 1 | 0 | 8 | 8  | 20 | -12  |

#### Match pour le titre
| Équipe 1                  | Résultat | Équipe 2            | Aller | Retour |
| ------------------------- | -------- | ------------------- | ----- | ------ |
| Club Nacional de Football | 4 - 3    | Danubio Fútbol Club | 2 - 2 | 2 - 1  |

### Liguilla pré-Libertadores
C’est le classement cumulé des tournois Ouverture et Clôture de la Zona Campeonato qui détermine les quatre équipes qualifiées pour la Liguilla. Seul le premier se qualifie pour la prochaine édition de la Copa Libertadores.
| Rang | Équipe                    | Pts | J  | G  | N  | P  | Bp | Bc | Diff |
| ---- | ------------------------- | --- | -- | -- | -- | -- | -- | -- | ---- |
| 1    | Danubio Fútbol Club       | 78  | 35 | 24 | 6  | 5  | 78 | 41 | +37  |
| 2    | Club Atlético Peñarol     | 76  | 35 | 23 | 7  | 5  | 59 | 33 | +26  |
| 3    | Club Nacional de Football | 70  | 35 | 20 | 10 | 5  | 71 | 36 | +35  |
| 4    | Defensor Sporting Club    | 62  | 35 | 18 | 8  | 9  | 77 | 55 | +22  |
| 5    | Montevideo Wanderers      | 56  | 35 | 15 | 11 | 9  | 53 | 41 | +12  |
| 6    | Centro Atlético Fénix     | 52  | 35 | 15 | 7  | 13 | 57 | 46 | +11  |
| 7    | Club Atlético Bella Vista | 40  | 35 | 12 | 4  | 19 | 56 | 64 | -8   |
| 8    | Tacuarembó Fútbol Club    | 40  | 35 | 10 | 10 | 15 | 40 | 45 | -5   |
| 9    | Club Atlético Juventud    | 32  | 35 | 9  | 8  | 18 | 38 | 59 | -21  |
| 10   | Paysandú Bella Vista      | 30  | 35 | 6  | 12 | 17 | 33 | 63 | -30  |

|  | Formation déjà qualifiée pour la Copa Libertadores |
|  | Qualification pour la Liguilla                     |

| Rang | Équipe                 | Pts | J | G | N | P | Bp | Bc | Diff |  | Résultats (▼ dom., ► ext.) | Wan | Def | Dan | Fén |
| ---- | ---------------------- | --- | - | - | - | - | -- | -- | ---- |  | -------------------------- | --- | --- | --- | --- |
| 1    | Montevideo Wanderers   | 7   | 3 | 2 | 1 | 0 | 8  | 2  | +6   |  | Montevideo Wanderers       |     | 1-1 | 3-0 | 4-1 |
| 2    | Defensor Sporting Club | 5   | 3 | 1 | 2 | 0 | 5  | 3  | +2   |  | Defensor Sporting Club     |     |     | 2-2 | 2-0 |
| 3    | Danubio Fútbol Club    | 4   | 3 | 1 | 1 | 1 | 4  | 6  | -2   |  | Danubio Fútbol Club        |     |     |     | 2-1 |
| 4    | Centro Atlético Fénix  | 0   | 3 | 0 | 0 | 3 | 2  | 8  | -6   |  | Centro Atlético Fénix      |     |     |     |     |

|  | Qualification pour la Copa Libertadores 2002 |

### Zona Permanencia
Les points acquis lors du Torneo Clasificatorio sont conservés.
| Rang | Équipe                      | Pts | J  | G  | N  | P  | Bp | Bc | Diff |
| ---- | --------------------------- | --- | -- | -- | -- | -- | -- | -- | ---- |
| 1    | Central Español Fútbol Club | 48  | 31 | 13 | 9  | 9  | 49 | 35 | +14  |
| 2    | Club Atlético Cerro         | 44  | 31 | 12 | 8  | 11 | 48 | 36 | +12  |
| 3    | CA River Plate              | 37  | 31 | 8  | 13 | 10 | 25 | 37 | -12  |
| 4    | Club Deportivo Maldonado    | 34  | 31 | 8  | 10 | 13 | 31 | 48 | -17  |
| 5    | Racing Club de Montevideo   | 33  | 31 | 7  | 12 | 12 | 32 | 45 | -13  |
| 6    | Club Atlético Rentistas     | 31  | 31 | 8  | 7  | 16 | 29 | 51 | -22  |
| 7    | Huracán Buceo               | 26  | 31 | 5  | 11 | 15 | 37 | 53 | -16  |
| 8    | Rocha Fútbol Club           | 26  | 31 | 6  | 8  | 17 | 35 | 59 | -24  |

|  | Relégation directe en deuxième division |

## Bilan de la saison
| Championnat d'Uruguay de football 2001 |                                        |
| Champion                               | Club Nacional de Football (38e titre)  |
| Qualifications continentales           |                                        |
| Copa Libertadores 2002                 | Club Nacional de Football              |
| Copa Libertadores 2002                 | Montevideo Wanderers                   |
| Copa Libertadores 2002                 | Club Atlético Peñarol                  |
| Copa Sudamericana 2002                 | Club Nacional de Football              |
| Copa Sudamericana 2002                 | Danubio Fútbol Club                    |
| Promotions et relégations              |                                        |
| Promus en Primera División             | Club Atlético Progreso                 |
| Promus en Primera División             | Club Atlético Plaza                    |
| Promus en Primera División             | Club Social y Deportivo Villa Española |
| Relégués en Primera B                  | Club Atlético Rentistas                |
| Relégués en Primera B                  | Huracan Buceo                          |
| Relégués en Primera B                  | Rocha Fútbol Club                      |